# Valentino (usurpador)
Valentino (en griego: Οὐαλεντῖνος/Βαλεντῖνος) (fallecido en 644) fue un general y usurpador bizantino. Trabajo para el emperador Constantino III buscando conseguir apoyos para Constante. A la muerte de Constantino III, Heraklonas tomó el poder. Valentino se sublevó y consiguió que el Heraklonas nombre a Constante como coemperador.  Valentino orquestó la caída y la mutilación de Martina y Heraklonas unos meses más tarde, e impuso a Constante (de solo 11 años) como único emperador bizantino. A raíz de su fracaso en la guerra contra los árabes se sublevó, intento usurpar el trono y murió asesinado.

## Biografía
Según Sebeos, Valentino era de origen armenio, y descendía de los arsácidas. Inicialmente fue miembro del séquito del sakellarios Philagrius. A principios de 641, el emperador Constantino III (r. febrero-mayo de 641) le encargó distribuir dinero a las tropas con el fin de asegurar su lealtad a su pequeño hijo Constante, y no a la facción de Martina, la emperatriz-viuda de Heraclio. Es posible que hubiera sido nombrado general o plenipotenciario del ejército bizantino, o que ocupara el cargo de comes Obsequii.
Constantino III murió en mayo de 641. Martina y su hijo Heraklonas tomaron el poder, mientras que los leales de Constante, sobre todo Filagrio, fueron desterrados. En este punto, Valentino, que había cumplido su misión y asegurado el apoyo del ejército, condujo a las tropas a Calcedonia, al otro lado del Bósforo frente a Constantinopla, y exigió que Constante fuera nombrado coemperador. Cediendo a esta presión, a finales de septiembre Constante fue coronado coemperador por Heraklonas. Sin embargo, en un esfuerzo por reducir la importancia de este acto, Heraklonas también hizo que dos de sus hermanos menores, David y Marinus, fueran elevados al rango de coemperador al mismo tiempo. El propio Valentino fue "recompensado" con el título de comes excubitorum. Sin embargo, según el relato de Sebeos, fue Valentino quien orquestó la caída y la mutilación de Martina y Heraklonas unos meses más tarde, e impuso a Constante (de solo 11 años) como único emperador bizantino.
En este momento, se dice que Valentinos intentó por primera vez ascender al rango de coemperador (César), pero este proyecto encontró una resistencia masiva en Constantinopla. Pero fue tolerado por la madre imperial y regente nominal Gregoria, en los años 642 y 643 dirigió efectivamente el gobierno de Constante II, todavía menor de edad. Se le rindieron honores cuasi-imperiales, sobre todo al permitirle llevar la púrpura imperial. Al mismo tiempo, fue nombrado comandante en jefe del ejército bizantino. Su hija Fausta se casó con Constate II e hizo Augusta.
En 643/644, Valentino dirigió una campaña contra los árabes. Esta planeaba atacar el califato con dos ejércitos: una dirigida por él y la otra bajo el mando de un general armenio llamado David. Sin embargo, el ejército de Valentino fue derrotado y, según los informes, él mismo entró en pánico y huyó, dejando que los árabes capturaran su tesoro. El fracaso de esta operación evidentemente provocó una ruptura entre el emperador y su general.
En 644 o 645, Valentino intentó usurpar el trono de su yerno. Apareció en Constantinopla con un contingente de tropas y exigió ser coronado emperador. Sin embargo, su candidatura al trono fracasó, ya que tanto la población de la capital como los dirigentes del estado, el patriarca Pablo II ante todo, rechazaron su reclamo. Según los cronistas, la población linchó a su enviado Antoninos, antes de proceder a matar al propio Valentino.

## Otras lecturas
- Kaegi, Walter Emil (1981). Byzantine Military Unrest, 471–843: An Interpretation. Amsterdam, The Netherlands: Adolf M. Hakkert. ISBN 90-256-0902-3.

- Datos: Q887162